# SDP.81
SDP.81 är en avlägsen galax som studerats noga med hjälp av en gravitationslins. Den observerades i slutet av 2014 med ALMA, och flera stjärnbildande områden upptäcktes.